# Флаг Алькеевского района
Флаг Альке́евского района является официальным символом Алькеевского муниципального района Республики Татарстан Российской Федерации. Флаг утверждён 1 июня 2006 года и внесён в Государственный геральдический регистр Российской Федерации под номером 2640.

## Описание
«Флаг Алькеевского муниципального района представляет собой прямоугольное полотнище с отношением ширины к длине 2:3, разделённое по горизонтали на две равные полосы — жёлтую и зелёную, и несущее посередине голубой ромб, достигающий верхним и нижним углами краёв полотнища; в ромбе белым, чёрным, жёлтым, красным и малиновым цветами изображён всадник из герба района, зелёное знамя воина выходит за пределы ромба».

## Обоснование символики
Флаг разработан на основе герба района.
Древняя Алькеевская земля богата историческими традициями. Её территория являлась одним из центров государства волжских болгар — предков современных татар.
По народному преданию своё название край получил от булгарского Алп-батыра, о чём говорит изображение всадника на флаге.
Алькеевская земля является традиционно аграрным районом. Четыре поля полотнища — зелёные и жёлтые аллегорически показывают сельскохозяйственный цикл, основанный на смене времён года.
Жёлтый цвет (золото) в геральдике — символ урожая, изобилия, стабильности, уважения и интеллекта.
Белый цвет (серебро) в геральдике — символ чистоты, совершенства, мира и взаимопонимания.
Красный цвет — символ труда, силы, мужества, красоты.
Голубой цвет — символ чести, благородства, духовности.
Зелёный цвет символизирует природу, здоровье, жизненный рост.
Малиновый — цвет славы, почёта и величия
Чёрный цвет — символ мудрости, скромности, вечности бытия.